# Black Stone Cherry
Black Stone Cherry – amerykańska grupa muzyczna grająca południowego rocka, założona 4 czerwca 2001 w Edmonton (Kentucky).

## Historia
Zespół pochodzi z małego miasteczka w południowo-centralnej części stanu Kentucky, ulokowanego w środku hrabstwa w którym obowiązuje prohibicja. W młodości każdy z członków zespołu znalazł ucieczkę w muzyce, dzięki bogatej tradycji muzycznej swoich rodzin. Richard Young, ojciec Johna Freda, był założycielem Kentucky Headhunters, a wujek-dziadek Jona Lawhona był perkusistą jazzowym. Chris Robertson otrzymał swoją pierwszą gitarę od dziadka, który robił instrumenty ręcznie, i nauczył się pierwszych akordów od ojca. Dzięki wpływom muzycznym płynącym z regionu Kentucky i dzięki im rodzinom, Black Stone Cherry mogli rozwinąć swoje własne brzmienie z dala od głównych nurtów w muzyce.
Chris i John Fred zaczęli wspólnie grać jeszcze jako nastolatkowie w liceum. Wkrótce dołączyli do nich Jon i Ben, i 4 czerwca 2001 oficjalnie powstał zespół.
Po nagraniu pierwszej EP, Black Stone Cherry zagrali koncert w sali gimnastycznej lokalnej szkoły średniej dla 1500 osób. W tej samej szkole Chris grywał na gitarze z dyrektorem. Po wydaniu debiutanckiego albumu Black Stone Cherry w 2006 przez In De Goot/Roadrunner Records, dyrektor zaprosił zespół na koncert dla uczczenia tego faktu. Album został nagrany w ich rodzinnej miejscowości, wyprodukowany przez ojca Johna Freda i inżyniera Davida Barricka, ze zmiksowany w Palm's Studio w Las Vegas przez Kevina Shirleya.
W lipcu 2007 wydali kolejne EP zawierające utwór Rain Wizard oraz dwa wcześniej niepublikowane.
Pierwszy album koncertowy został wydany 31 października 2007, bezpośrednio po koncercie w londyńskiej Astorii.
Po zakończeniu trasy zespół rozpoczął pracę nad kolejnym albumem. Został on wydany pod tytułem Folklore and Superstition 19 sierpnia 2008 przez Roadrunner Records.
Obecnie Black Stone Cherry zakończył pracę nad nowym albumem – Between the Devil and the Deep Blue Sea, który został wydany 31 maja 2011 roku.

## Koncerty

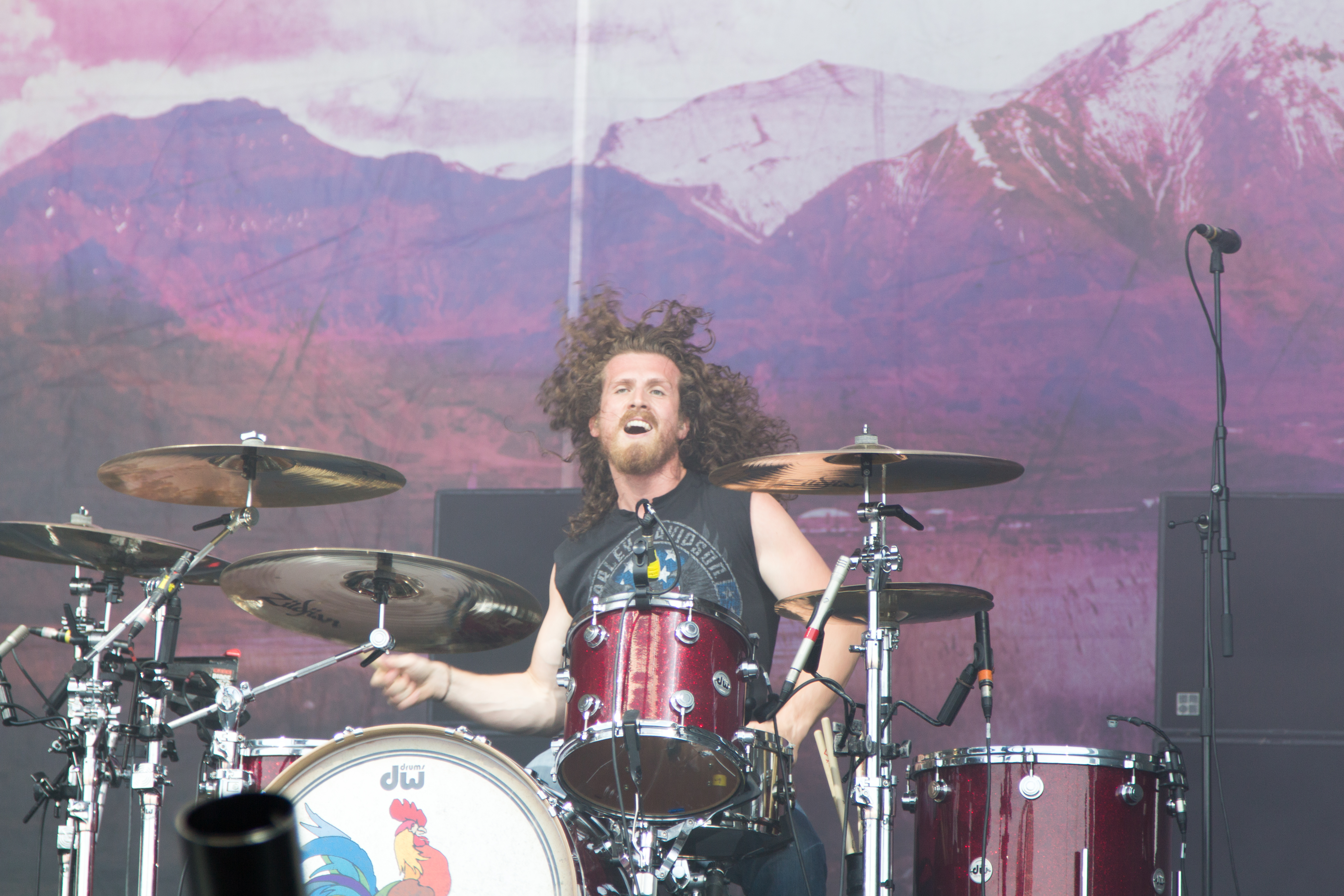
John Fred Young (Nova Rock 2014)

Zespół koncertował głównie w Stanach Zjednoczonych. Zagrał także jedną trasę w Europie jako support zespołu Hinder, wystąpili również w londyńskim Hyde Parku pod koniec 2007.
Supportowali także Buckcherry. Gdy w 2006 Buckcherry musiało odwołać kilka swoich występów, Black Stone Cherry zagrało swój pełny set aby tłum "odzyskał wartość swoich pieniędzy".
Na przełomie 2006/2007 otwierali występy Black Label Society, dając się dzięki temu poznać słuchaczom gustującym w cięższej muzyce. Podczas występu w Wiltern w Los Angeles zagrali cięższą wersję "Hoochie Coochie Man" Muddy’ego Watersa.
W 2008 grali przed Def Leppard i Whitesnake na wszystkich koncertach tournée po Wielkiej Brytanii. Od 22 do 29 maja supportowali w Wielkiej Brytanii grupę Nickelback, w ramach trasy „Dark Horse Tour”. 26 czerwca, podczas ostatniego koncertu trasy, zespół spełnił swoje życiowe marzenie grając na Wembley Arena. Wkrótce po zakończeniu tej trasy, Black Stone Cherry ogłosili 8-koncertową trasę po Wielkiej Brytanii w grudniu. Supportował ich irlandzki zespół The Answer.

## Skład
- Chris Robertson – wokal, gitara
- Ben Wells – gitara, wokal
- Jon Lawhon – gitara basowa, wokal
- John Fred Young – perkusja

## Dyskografia

### Albumy studyjne
- Black Stone Cherry (18 lipca 2006)
- Folklore and Superstition (19 sierpnia 2008)
- Between the Devil and the Deep Blue Sea (31 maja 2011)
- Magic Mountain (6 maja 2014)
- Kentucky (1 kwietnia 2016)
- Family Tree (2018)
- The Human Condition (2020)
- Screamin' at the Sky (2023)

### Albumy koncertowe
- Live at the Astoria, London (31.10.07) (31 października 2007, limitowana edycja 1000 kopii)
- Thank You, Livin' Live in Birmingham, UK (30 października 2014)

### EP
- Hell & High Water EP (11 listopada 2006, wydane jedynie w formie elektronicznej)
- Rain Wizard EP (10 lipca 2007, wydane jedynie w formie elektronicznej)

### Single
| Rok  | Tytuł                     | Pozycje         | Album                                   |
| ---- | ------------------------- | --------------- | --------------------------------------- |
| Rok  | Tytuł                     | U.S. Main. Rock | Album                                   |
| 2006 | "Lonely Train"            | 14              | Black Stone Cherry                      |
| 2006 | "Hell & High Water"       | 30              | Black Stone Cherry                      |
| 2007 | "Rain Wizard"             | 29              | Black Stone Cherry                      |
| 2007 | "Big City Lights"         | —               | Hell & High Water EP                    |
| 2008 | "Blind Man"               | 19              | Folklore and Superstition               |
| 2008 | "Please Come In"          | 24              | Folklore and Superstition               |
| 2009 | "Things My Father Said"   | —               | Folklore and Superstition               |
| 2009 | "Soulcreek"               | —               | Folklore and Superstition               |
| 2011 | "White Trash Millionaire" | 17              | Between the Devil and the Deep Blue Sea |